# الجينة
الجينة  قرية سوريّة تتبع إداريّاً لمحافظة حلب منطقة الأتارب ناحية أبين سمعان، بلغ تعداد سكانها 4,188 نسمة حسب التعداد السكاني لعام 2004.